# Tasman (layout-engine)
Tasman was een layout-engine, ontwikkeld door Microsoft, die werd gebruikt in Internet Explorer voor Mac versie 5. Tasman was bedoeld voor een verbeterde ondersteuning van de webstandaarden zoals deze waren opgesteld door het World Wide Web Consortium (W3C). Op het moment van de uitgaven was Tasman de beste layout-engine op gebied van ondersteuning voor webstandaarden zoals HTML en CSS. Internet Explorer voor Mac is niet langer ondersteund, toch werden nieuwere versies van Tasman nog ontwikkeld en gebruikt in andere producten van Microsoft. Zo werd het nog gebruikt in MSN for Mac OS X en Microsoft Office 2004 voor Mac.

## Versiegeschiedenis
De eerste versie van Tasman (aangeduid als "v0") is vrijgegeven met Internet Explorer 5 Macintosh Edition op 27 maart 2000. Een verbeterde versie, versie 0.1, volgde met de komst van Internet Explorer 5.1 for Mac.
Op 15 mei 2003 bracht Microsoft een subscription-only versie van de MSN for Mac OS X browser uit, deze gebruikte Tasman-versie 0.9 als layout-engine. In een post op de Mac Internet Explorer Talk-lijst plaatste de Mac Program Manager een lijst met enkele verbeteringen.
- Volledige ondersteuning voor Unicode
- Verbeterde CSS-ondersteuning met CSS3-selectors, CSS TV Profile en @media
- Verbeterde DOM-ondersteuning met DOM 1 Core en DOM 2 Core, Style en Events
- Verbeterde compatibiliteit met Windows IE DOM
- XHTML 1.0 en 1.1 ondersteuning, deze is niet geactiveerd in MSN for Mac OS X
- Verbeterde ondersteuning voor functies uit Mac OS X

Voor een lange tijd volgde diverse verbeteringen aan Tasman voor de tv-set-topboxprojecten van Microsoft. Daarmee bereikte het versie 1.0. De Tasmanengine wordt nu gebruikt in Microsoft TV Mediaroom Edition.
Op 11 mei 2004 bracht Microsoft Microsoft Office 2004 voor Mac uit, dat gebruik maakte van een verbeterde versie van Tasman in de e-mailclient Entourage. Sinds Microsoft Office 2011 voor Mac is Entourage vervangen door een Mac OS X-versie van Microsoft Outlook. Deze maakt gebruik van de WebKit-layout-engine.